# Mirandina
Mirandina is een geslacht van schimmels uit de onderstam Pezizomycotina. De familie is nog niet eenduidig bepaald (incertae sedis). De typesoort is Mirandina corticola.

## Soorten
Volgens Index Fungorum telt het geslacht 13 soorten (peildatum maart 2022):
| Soortnaam                | Auteur(s)                                     | Publicatiejaar |
| ------------------------ | --------------------------------------------- | -------------- |
| Mirandina arnaudii       | P.M. Kirk                                     | 1986           |
| Mirandina brachyspora    | G. Arnaud                                     | 1952           |
| Mirandina breviphora     | Matsush.                                      | 1971           |
| Mirandina corticola      | G. Arnaud ex Matsush.                         | 1975           |
| Mirandina cylindrospora  | Matsush.                                      | 1971           |
| Mirandina dactylelloides | Matsush.                                      | 1980           |
| Mirandina flagelliformis | Matsush.                                      | 1987           |
| Mirandina fragilis       | R.F. Castañeda & W.B. Kendr.                  | 1991           |
| Mirandina inaequalis     | Y.R. Ma & X.G. Zhan                           | 2015           |
| Mirandina speciosa       | R.F. Castañeda, Guarro & Cano                 | 1997           |
| Mirandina taiwanensis    | Matsush.                                      | 1987           |
| Mirandina typica         | Matsush.                                      | 1971           |
| Mirandina uncinata       | Fiúza, J.S. Monteiro, R.F. Castañeda & Gusmão | 2016           |